# Linhedian
Linhedian (kinesiska: 临河店, 临河店乡) är en socken i Kina. Den ligger i provinsen Henan, i den centrala delen av landet, omkring 170 kilometer öster om provinshuvudstaden Zhengzhou. Antalet invånare är 37 399. Befolkningen består av 18 204 kvinnor och 19 195 män. Barn under 15 år utgör 22,0 %, vuxna 15-64 år 68 %, och äldre över 65 år 9,0 %.
Genomsnittlig årsnederbörd är 879 millimeter. Den regnigaste månaden är juli, med i genomsnitt 185 mm nederbörd, och den torraste är januari, med 6 mm nederbörd.